# Padborg
Padborg anhörenⓘ (deutsch Pattburg) ist ein Ort und ein Grenzbahnhof in Jütland in unmittelbarer Nähe zum auf deutscher Seite gelegenen Flensburg. Der Ort gehört zum Bov Sogn und liegt mit diesem im Bezirk der Region Syddanmark (ehemals Sønderjyllands Amt) und in der Kommune Aabenraa.

## Lage
Das zum Bov Sogn gehörige Padborg ist heute baulich eng mit dem benachbarten Orten Bov und Frøslev verwachsen. Der Ortskern von Padborg liegt südlich in der Gemeinde an der deutsch-dänischen Grenze beim örtlichen Bahnhof. Die Straße Industrievej, welche parallel zur Bahnstrecke von Deutschland nach Dänemark verläuft, markiert die ungefähre Grenze zum benachbarten Frøslev. Zwischen dem nördlich gelegenen Ort Bov und Padborg liegt das kleine Oldemorstoft, welches die beiden Orte räumlich voneinander trennt.

## Geschichte
Ursprünglich war Padborg nur ein Wirtshaus am Ochsenweg westlich des Kirchdorfs Bov. Mit dem Bau der Eisenbahnstrecke Flensburg–Fredericia in den 1860er Jahren entstand die Ortschaft.
Seit ihrer Inbetriebnahme am 15. Juli 1901 zweigte hier bis zur Stilllegung die Bahnstrecke Padborg–Tørsbøl nach Sønderborg ab; dadurch wurde der Ort ein Eisenbahnknoten nördlich von Flensburg.
Die Neuziehung der deutsch-dänischen Grenze von 1920 machte Padborg zum Grenzort – zunächst wurde der Ort offiziell Paddeborg geschrieben. Zwar verlor die Bahn nach Sønderborg an Bedeutung, doch die Bedeutung als Straßenknotenpunkt wuchs. 1936 wurde der Abschnitt Padborg–Tørsbøl eingestellt. Der Bahnhof wurde etwas nach Norden verlegt und zum Grenzbahnhof.
In jüngerer Zeit wuchs Padborg zu einer Stadt heran. Die umliegenden Orte, wie Bov, Frøslev oder beispielsweise Duborg, erhielten daher die Postleitzahl von Padborg.

## Infrastruktur
Padborg hat jeweils drei Kindergärten und Grundschulen (darunter ein deutscher Kindergarten und eine deutsche Schule).

## Industrie
Padborg ist Sitz der Dangaard Telecom. Dominierend ist nach wie vor das Speditionsgewerbe. Der ältere Ortsteil östlich des Bahnhofs ist ein Einkaufsort.
Nordwestlich von Padborg liegt die 2,2 km lange Rennstrecke Padborg Park, auf der an diversen Wochenenden im Jahr verschiedene Motorsportveranstaltungen stattfinden. Highlights bilden dort die „Danish Touringcar Championship“ sowie die Langstreckenrennen des „Danish Endurance Championship“ mit bis zu sechs Stunden Dauer.
An das Gelände grenzt der Flugplatz Kruså-Padborg an.

## Bahnbetriebswerk
Das Bahnbetriebswerk (dänisch Padborg remise) besitzt mit 23,9 Metern Durchmesser die größte Drehscheibe in Dänemark. Die 1925 erbaute Drehscheibe ist neben der in Nykøbing Falster noch in Betrieb. Sie wurde 2017 vollständig saniert.

## Sehenswürdigkeiten
- In Padborg befindet sich der Wasserturm Padborgs, das höchste Gebäude des Ortes.
- Das unweit gelegene Museum der Gemeinde Bov in Oldemorstoft beschäftigt sich mit der Geschichte Padborgs.
- In Padborg beginnt der Gendarmstien, ein ehemaliger Kontrollweg, an dem dänische Gendarme von 1920 bis 1958 an der deutsch-dänischen Grenze patrouillierten
- In Frøslev befindet sich das ehemalige Internierungslager Frøslev, welches u. a. als Museum, Internat und Veranstaltungsort genutzt wird

## Bildergalerie

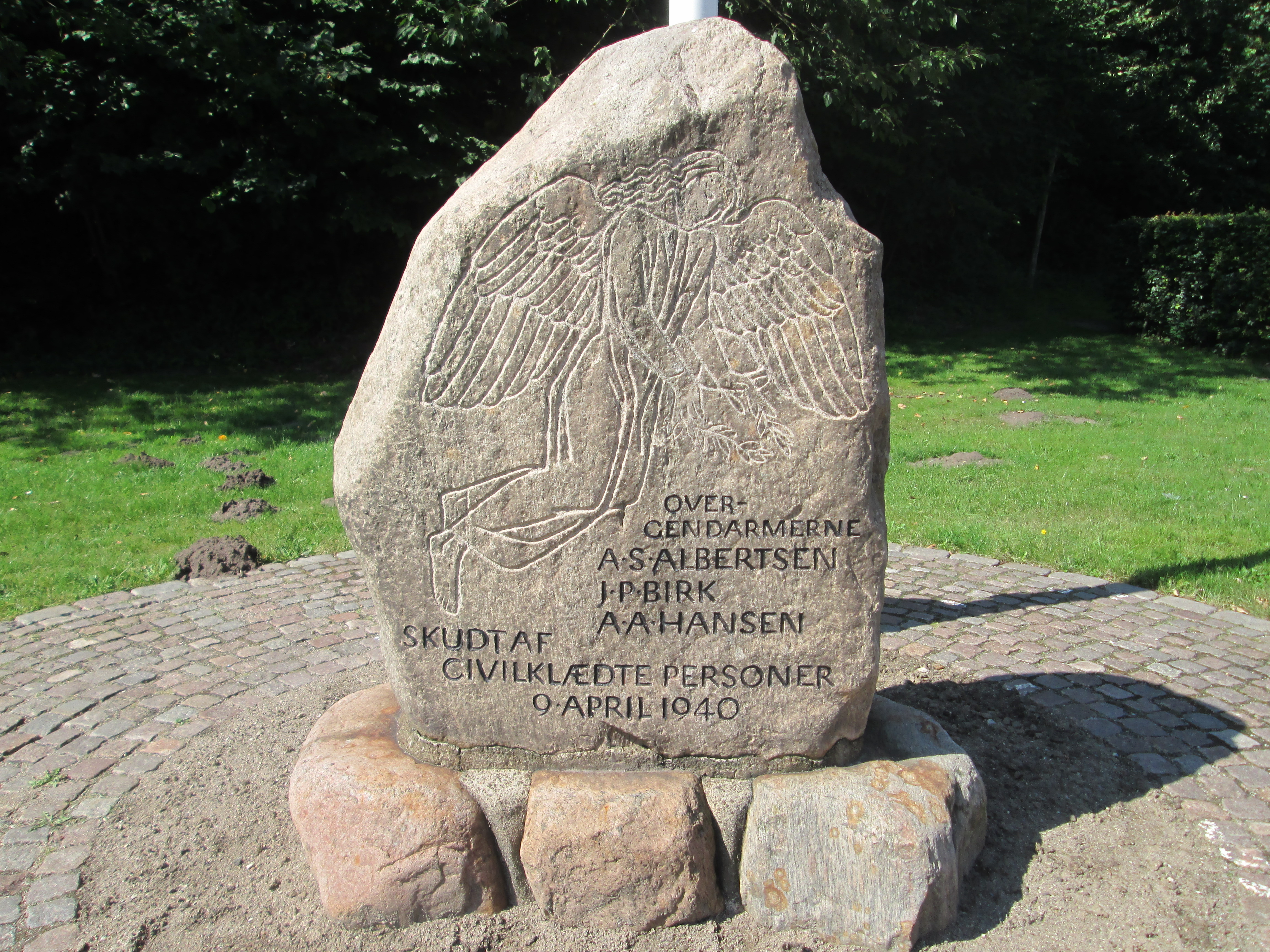
Gedenkstein (2010)
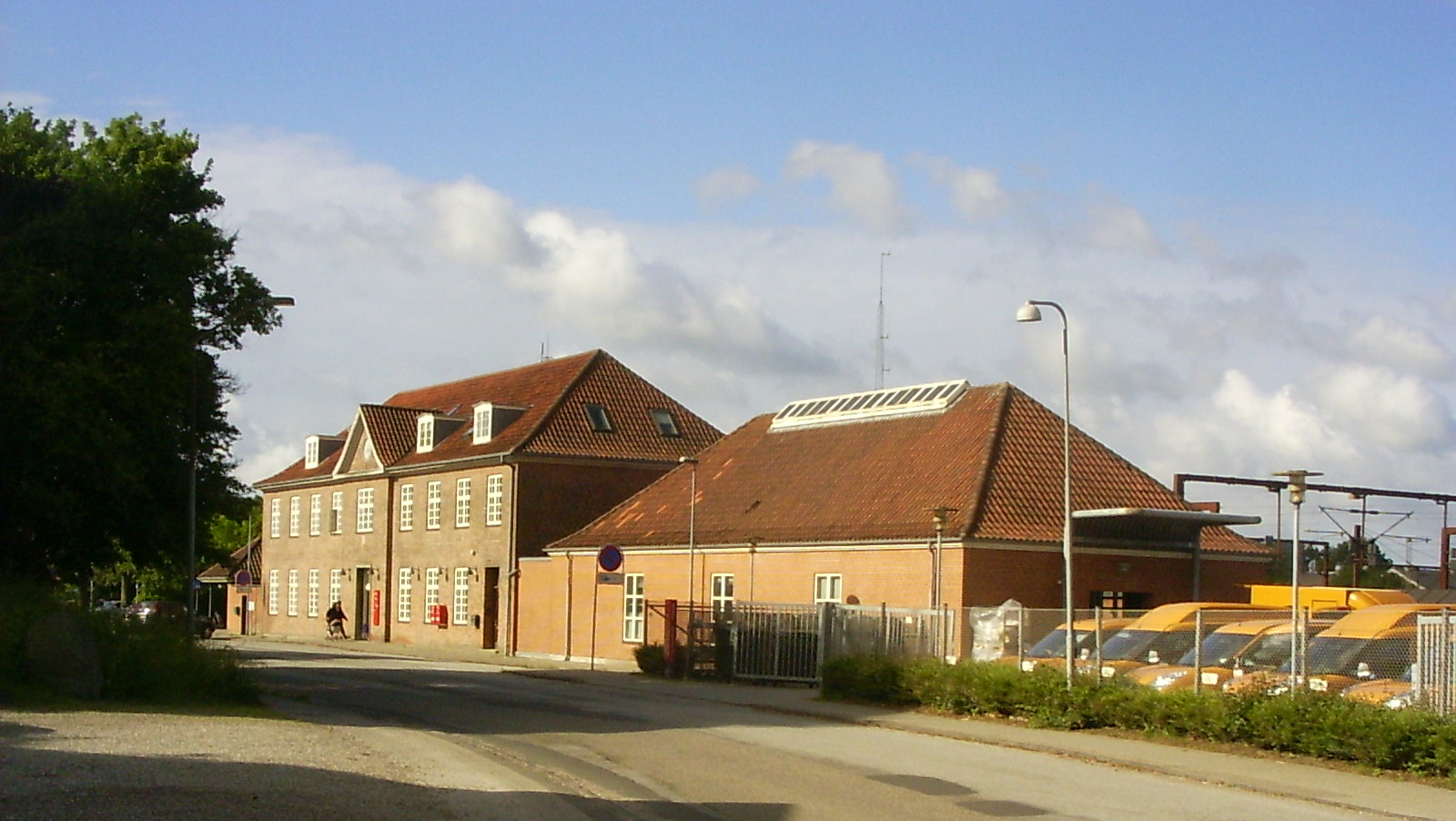
Ehemaliges Postamt (2014)
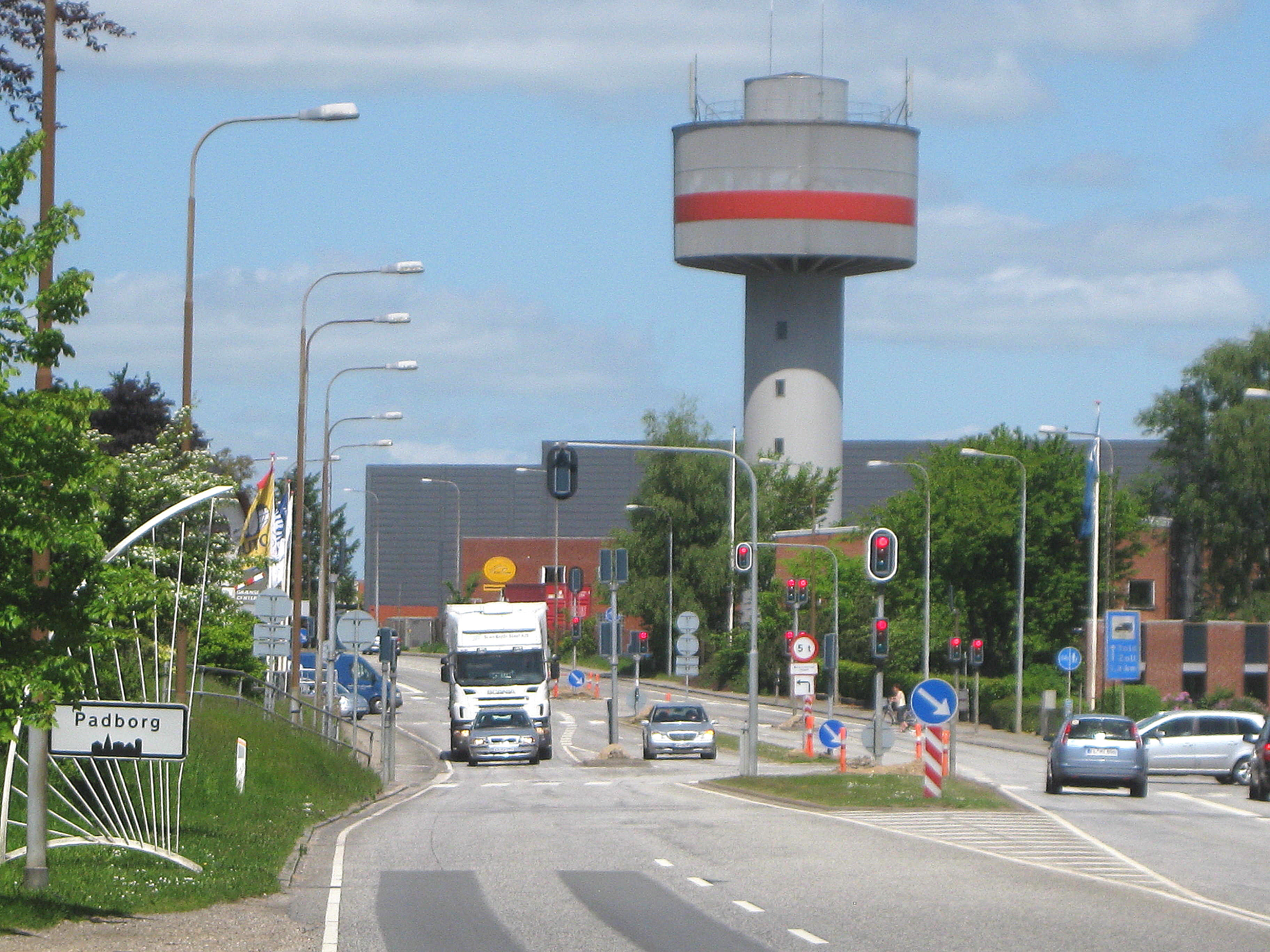
Wasserturm  (2010)

## Persönlichkeiten
- Ralph Oppenhejm (1924–2008), Schriftsteller
- Günter Weitling (1935–2024), Theologe
- Hanne Hedelund (* 1957), Schauspielerin
- Niels-Peter Mørck (* 1990), Fußballspieler